# Bruno Valente
Bruno Valente (30 dicembre 1981) è un ex calciatore portoghese.